# وایتامیکس
وایتامیکس (انگلیسی: Vitamix) شرکت الکترونیک آمریکایی است، که در سال ۱۹۲۱ تأسیس شد.